# Frontside
Frontside ist eine 1993 gegründete Deathcore-Band aus dem polnischen Sosnowiec.

## Geschichte

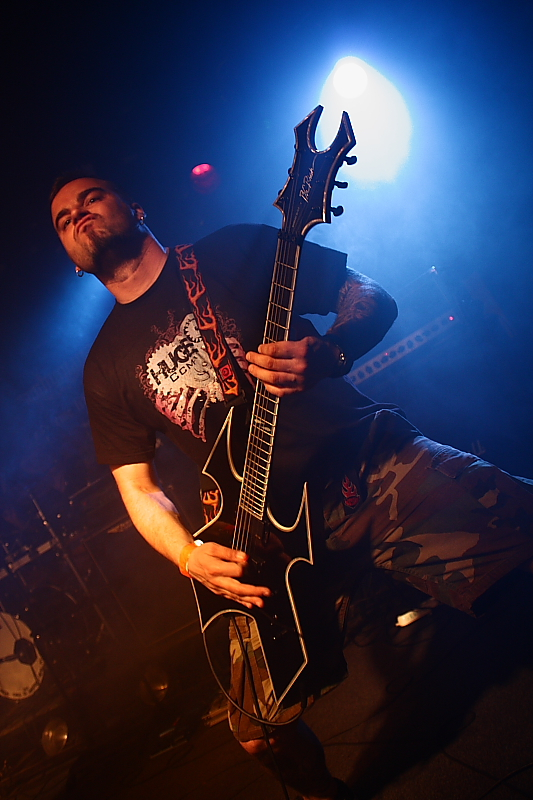
Dariusz Kupis (2009)

Sebastian Flasza, genannt „Astek“ (Gesang) und Mariusz „Demon“ Dzwonek (E-Gitarre) spielten bereits in mehreren Metal-Bands, bevor beide gemeinsam im Jahr 1993 in der polnischen Stadt Sosnowiec beschlossen Frontside ins Leben zu rufen. Gemeinsam suchte das Duo nach weiteren Musikern und fanden diese in Szymon „Simon“ Dzieciaszek (E-Gitarre), Schlagzeuger Paweł „Destroyer“ Śmieciuch und Bassist Wojciech „Novak“ Nowak. Die Gruppe konnte zu Beginn der Karriere lediglich Bekanntheit in der polnischen Undergroundszene verschaffen.
In den Jahren zwischen 1994 und 1997 veröffentlichte die Gruppe 3 Demo-CDs in Eigenregie. 2000 folgte eine Split-CD mit 1125. Ein Jahr später erschien über Metal Mind Productions das Debütalbum „For Ours Is The Kingdom, The Power And Glory“ in begrenzter Auflage sowohl in polnischer als auch in englischer Ausgabe. 2002 folgte mit „I Odpusc Nam Nasze Winy“ das zweite Album, diesmal über Mystic Production. Die Gruppe erhielt den Fryderyk in der Kategorie „Metalband des Jahres“. Eine übersetzte Form des Albums „I Odpusc Nam Nasze Winy“ sollte 2004 herausgebracht werden. Inzwischen steht die Gruppe bei Regain Records unter Vertrag. Ebenfalls 2004 erschien „Zmierzch Bogow: Pierwszy Krok Do Mentalnej Rewolucji“.
Mit Vader und Behemoth veranstaltete die Gruppe zwei größere Touren durch Polen. Auf mehreren Festivals stand Frontside mit Gruppen wie Kreator, Iron Maiden und Nile auf der Bühne. Im Herbst 2003 verließ Simon die Gruppe. Im November wurde Dariusz „Daron“ Kupis, welcher zuvor bei One Shot Eye spielte, als Nachfolger für den abgewanderten Simon in die Gruppe aufgenommen. Auch Astek verließ die Band. Marcin „Auman“ Rdest von Totem übernimmt den Posten des Sängers.
Nach einer Tour mit Behemoth folgte ein Videodreh zur ersten Single der Band. Frontside wechselte 2006 erneut das Label. Über dem deutschen Label Dockyard 1. Bei diesem Label veröffentlichte Frontside „Twilight of the Gods : A First Step to the Mental Revolution“. Eine englische Version des 2004er-Albums „Zmierzch Bogow: Pierwszy Krok Do Mentalnej Rewolucji“ erschien im September 2006. Zuvor tourte Frontside mit Decapitated und Biomechanical durch das Vereinigte Königreich. Im Oktober 2006 erschien mit „Absolutus“ ein weiteres Album, erneut über Mystic Production. Ende 2008 erschien mit „Teoria Konspiracji“ ein weiteres Album. Das letzte Studioalbum „Zniszczyc Wszystko“ erschien 2010, ebenfalls über Mystic Production. Die Gruppe hat bereits einen Artikel in der polnischen Version des Metal Hammer. Für „Teoria Konspiracji“ und „Zniszczyc Wszystko“ wurde die Gruppe für den Fryderyk nominiert, unterlag jedoch in der Kategorie „Bestes Metalablum“ gegen „Verses of Steel“ (2009) und „Fishdick Zwei – The Dick Is Rising Again“ (2011) jeweils von Acid Drinkers.
Im März 2012 tourte Frontside gemeinsam mit der russischen Deathcore-Band My Autumn, Annotations of an Autopsy aus England und Drown My Day durch Polen. Die Tournee hieß „Deathcore Legion Tour“. Bei den ersten beiden Konzerten in Krakau und Warschau waren außerdem Sylosis und Textures zu sehen.
Nach diversen Line-up-Wechseln besteht die Gruppe aus Marcin Rdest, Wojciech Nowak, Darius Kupin, Tomasz Ochab (Schlagzeug) und Mariusz Dzwonek (Gesang, E-Gitarre).

## Stil
Frontside spielen laut der Website Musicmight.com eine Mischung aus Death Metal, Deathcore und Metalcore.

## Diskografie
- 1995: Nigdy Do Końca Nie Zaufaj (Psy Wojny Records)
- 1997: Moja Własna Tolerancja (Enigmatic)
- 2000: Początek Ery Nienawiści / Sprawiedliwość (Split-Album mit 1225, Pasażer)
- 2001: Nasze Jest Królestwo, Potęga I Chwała Na Wieki... (Metal Mind Productions)
- 2002: I Odpusc Nam Nasze Winy (Mystic Production)
- 2004: Zmierzch Bogow: Pierwszy Krok Do Mentalnej Rewolucji (Mystic Production)
- 2006: Absolutus (Mystic Production)
- 2008: Teoria Konspiracji (Mystic Production)
- 2010: Zniszczyc Wszystko (Mystic Production)
- 2014: Sprawa Jest Osobista (Mystic Production)
- 2015: Prawie Martwy (Mystic Production)
- 2018: Zmartwychwstanie (Mystic Production)

## Auszeichnungen
- Fryderyk
  - 2003: „Beste Metalband“, gewonnen
  - 2009: „Bestes Metalabum“, nominiert
  - 2011: „Bestes Metalabum“, nominiert
- Plebiscyt Magazynu Gitarzysta[7]
  - 2010: „Bester Gitarrist“ (Mariusz Dzwonek), 5. Platz
  - 2010: „Bestes Metalabum“, gewonnen
  - 2010: „Bester Metalsong“, gewonnen
- Plebiscyt Metalnews.pl[8]
  - 2010: „Bester Metalsong“, 5. Platz